# Daria Michalak
Daria Michalak (născută Zawistowska; n. 12 decembrie 1995, Szczecin, Polonia) este o handbalistă din Polonia care evoluează pe postul de extremă stânga pentru clubul românesc HC Dunărea Brăila și echipa națională a Poloniei.
Alături de SPR Pogoń Szczecin, Michalak a disputat finala Cupei Challenge în 2015, pierdută în fața echipei franceze Union Bègles Bordeaux-Mios Biganos. Din nou în 2019 alături de SPR Pogoń Szczecin, Daria Michalak a disputat finala Cupei Challenge, pierdută în fața echipei spaniole Rocasa Gran Canaria.

## Palmares
- Liga Campionilor:
  - Grupe: 2024

- Liga Europeană:
  - Grupe: 2022
  - Turul 3: 2023

- Cupa EHF:
  - Turul 3: 2016
  - Turul 2: 2017, 2020

- Cupa Challenge:
  -  Finalistă: 2015, 2019

- Campionatul Poloniei:
  -  Câștigătoare: 2021, 2022, 2023, 2024
  -  Medalie de argint: 2016, 2020
  -  Medalie de bronz: 2015

- Cupa Poloniei:
  -  Câștigătoare: 2020, 2021, 2023, 2024
  -  Finalistă: 2016, 2018, 2019, 2022
  -  Medalie de bronz: 2015

- Trofeul Carpați:
  -  Câștigătoare: 2017